# Route Adélie de Vitré 2014
La 19e édition de le Route Adélie de Vitré a eu lieu le 4 avril 2014. C'est la quatrième épreuve de la Coupe de France de cyclisme sur route 2014. La course fait partie du calendrier UCI Europe Tour 2014 en catégorie 1.1.
La course a été remportée par le Français Bryan Coquard (Europcar) qui s'impose, lors d'un sprint d'une vingtaine de coureurs, respectivement devant ses compatriotes Julien Simon (Cofidis) et Benoît Jarrier (Bretagne-Séché Environnement).

## Présentation

### Équipes
Classée en catégorie 1.1 de l'UCI Europe Tour, la Route Adélie de Vitré est par conséquent ouverte aux UCI ProTeams dans la limite de 50 % des équipes participantes, aux équipes continentales professionnelles, aux équipes continentales et aux équipes nationales.
L'organisateur a communiqué la liste des équipes invitées le 5 mars 2014. Dix-huit équipes participent à cette Route Adélie de Vitré - trois ProTeams, cinq équipes continentales professionnelles et dix équipes continentales :
| UCI ProTeams     | UCI ProTeams | UCI ProTeams |
| Nom de l'équipe  | Pays         | Code         |
| ---------------- | ------------ | ------------ |
| AG2R La Mondiale | France       | ALM          |
| Europcar         | France       | EUC          |
| FDJ.fr           | France       | FDJ          |

| Équipes continentales professionnelles | Équipes continentales professionnelles | Équipes continentales professionnelles |
| Nom de l'équipe                        | Pays                                   | Code                                   |
| -------------------------------------- | -------------------------------------- | -------------------------------------- |
| Androni Giocattoli-Venezuela           | Italie                                 | AND                                    |
| Bretagne-Séché Environnement           | France                                 | BSE                                    |
| Cofidis                                | France                                 | COF                                    |
| IAM                                    | Suisse                                 | IAM                                    |
| Novo Nordisk                           | États-Unis                             | TNN                                    |

| Équipes continentales   | Équipes continentales | Équipes continentales |
| Nom de l'équipe         | Pays                  | Code                  |
| ----------------------- | --------------------- | --------------------- |
| BigMat-Auber 93         | France                | BIG                   |
| Differdange-Losch       | Luxembourg            | CCD                   |
| Etixx                   | Tchéquie              | ETI                   |
| La Pomme Marseille 13   | France                | LPM                   |
| Raleigh                 | Royaume-Uni           | RAL                   |
| Roubaix Lille Métropole | France                | RLM                   |
| Vega-Hotsand            | Italie                | VHS                   |
| Vini Fantini Nippo      | Japon                 | VFN                   |
| Vorarlberg              | Autriche              | VBG                   |
| Wallonie-Bruxelles      | Belgique              | WBC                   |

## Classement final
|    | Coureur            | Pays     | Équipe                       |    | Temps           |
| -- | ------------------ | -------- | ---------------------------- | -- | --------------- |
| 1  | Bryan Coquard      | France   | Europcar                     | en | 4 h 39 min 21 s |
| 2  | Julien Simon       | France   | Cofidis                      | +  | m.t             |
| 3  | Benoît Jarrier     | France   | Bretagne-Séché Environnement |    | m.t             |
| 4  | Clément Koretzky   | France   | Bretagne-Séché Environnement |    | m.t             |
| 5  | Manuel Belletti    | Italie   | Androni Giocattoli-Venezuela |    | m.t             |
| 6  | Christophe Laborie | France   | Bretagne-Séché Environnement |    | m.t             |
| 7  | Matthieu Boulo     | France   | Raleigh                      |    | m.t             |
| 8  | Julien Duval       | France   | Roubaix Lille Métropole      |    | m.t             |
| 9  | Sébastien Delfosse | Belgique | Wallonie-Bruxelles           |    | m.t             |
| 10 | Julien Bérard      | France   | AG2R La Mondiale             |    | m.t             |

## Liste des participants
- Liste de départ complète

| Légende | Légende                                                                    | Légende | Légende                                                    |
| ------- | -------------------------------------------------------------------------- | ------- | ---------------------------------------------------------- |
| Num     | Dossard de départ porté par le coureur sur cette Route Adélie de Vitré     | Pos     | Position à l'arrivée de la course                          |
|         | Indique un maillot de champion national ou mondial, suivi de sa spécialité | NP      | Indique un coureur qui n'a pas pris le départ de la course |
| AB      | Indique un coureur qui n'a pas terminé la course                           | HD      | Indique un coureur qui a terminé la course hors des délais |

| Vini Fantini Nippo VFN | Vini Fantini Nippo VFN     | Vini Fantini Nippo VFN |
| ---------------------- | -------------------------- | ---------------------- |
| Num                    | Coureur                    | Pos                    |
| 1                      | Alessandro Malaguti (ITA)  | 88e                    |
| 2                      | Yuya Akimaru (JPN)         | AB                     |
| 3                      | Pierpaolo De Negri (ITA)   | 89e                    |
| 4                      | Eduard-Michael Grosu (ROU) | AB                     |
| 5                      | Kim Magnusson (SWE)        | 91e                    |
| 6                      | Shiki Kuroeda (JPN)        | AB                     |
| 7                      | Daniel Paulus (AUT)        | 73e                    |
| 8                      | Manabu Ishibashi (JPN)     | 95e                    |

| FDJ.fr FDJ | FDJ.fr FDJ                     | FDJ.fr FDJ |
| ---------- | ------------------------------ | ---------- |
| Num        | Coureur                        | Pos        |
| 11         | Arnaud Courteille (FRA)        | 69e        |
| 12         | Anthony Geslin (FRA)           | 16e        |
| 13         | Pierre-Henri Lecuisinier (FRA) | 105e       |
| 14         | Francis Mourey (FRA)           | 11e        |
| 15         | Laurent Pichon (FRA)           | 98e        |
| 16         | Cédric Pineau (FRA)            | 109e       |
| 17         | Anthony Roux (FRA)             | 30e        |
| 18         |                                |            |

| Androni Giocattoli-Venezuela AND | Androni Giocattoli-Venezuela AND | Androni Giocattoli-Venezuela AND |
| -------------------------------- | -------------------------------- | -------------------------------- |
| Num                              | Coureur                          | Pos                              |
| 21                               | Manuel Belletti (ITA)            | 5e                               |
| 22                               | Marco Frapporti (ITA)            | 48e                              |
| 23                               | Yonder Godoy (VEN)               | 72e                              |
| 24                               | Carlos José Ochoa (VEN)          | 77e                              |
| 25                               | Emanuele Sella (ITA)             | 110e                             |
| 26                               | Alessio Taliani (ITA)            | 76e                              |
| 27                               |                                  |                                  |
| 28                               |                                  |                                  |

| AG2R La Mondiale ALM | AG2R La Mondiale ALM      | AG2R La Mondiale ALM |
| -------------------- | ------------------------- | -------------------- |
| Num                  | Coureur                   | Pos                  |
| 31                   | Julien Bérard (FRA)       | 10e                  |
| 32                   | Guillaume Bonnafond (FRA) | 79e                  |
| 33                   | Maxime Daniel (FRA)       | AB                   |
| 34                   | Axel Domont (FRA)         | 52e                  |
| 35                   | Samuel Dumoulin (FRA)     | 24e                  |
| 36                   | Alexis Gougeard (FRA)     | 20e                  |
| 37                   | Patrick Gretsch (GER)     | 80e                  |
| 38                   |                           |                      |

| IAM | IAM                         | IAM |
| --- | --------------------------- | --- |
| Num | Coureur                     | Pos |
| 41  | Marcel Aregger (SUI)        | 54e |
| 42  | Jonathan Fumeaux (SUI)      | 14e |
| 43  | Reto Hollenstein (SUI)      | AB  |
| 44  | Pirmin Lang (SUI)           | 35e |
| 45  | Gustav Larsson (SWE)        | AB  |
| 46  | Matteo Pelucchi (ITA)       | 32e |
| 47  | Sébastien Reichenbach (SUI) | 15e |
| 48  | Patrick Schelling (SUI)     | 85e |

| Europcar EUC | Europcar EUC                  | Europcar EUC |
| ------------ | ----------------------------- | ------------ |
| Num          | Coureur                       | Pos          |
| 51           | Yukiya Arashiro (JPN) (Route) | 28e          |
| 52           | Giovanni Bernaudeau (FRA)     | 50e          |
| 53           | Bryan Coquard (FRA)           | 1er          |
| 54           | Romain Guillemois (FRA)       | 107e         |
| 55           | Bryan Nauleau (FRA)           | 82e          |
| 56           | Perrig Quéméneur (FRA)        | 27e          |
| 57           | Kévin Réza (FRA)              | 18e          |
| 58           | Angélo Tulik (FRA)            | 25e          |

| Bretagne-Séché Environnement BSE | Bretagne-Séché Environnement BSE | Bretagne-Séché Environnement BSE |
| -------------------------------- | -------------------------------- | -------------------------------- |
| Num                              | Coureur                          | Pos                              |
| 61                               | Erwann Corbel (FRA)              | 64e                              |
| 62                               | Romain Feillu (FRA)              | 42e                              |
| 63                               | Armindo Fonseca (FRA)            | 83e                              |
| 64                               | Benoît Jarrier (FRA)             | 3e                               |
| 65                               | Clément Koretzky (FRA)           | 4e                               |
| 66                               | Christophe Laborie (FRA)         | 6e                               |
| 67                               | Pierre-Luc Périchon (FRA)        | 13e                              |
| 68                               | Florian Vachon (FRA)             | 68e                              |

| Novo Nordisk TNN | Novo Nordisk TNN         | Novo Nordisk TNN |
| ---------------- | ------------------------ | ---------------- |
| Num              | Coureur                  | Pos              |
| 71               | Paolo Cravanzola (ITA)   | AB               |
| 72               | Kevin De Mesmaeker (BEL) | 103e             |
| 73               | Nicolas Lefrançois (FRA) | 62e              |
| 74               | Charles Planet (FRA)     | 61e              |
| 75               | Thomas Raeymaekers (BEL) | AB               |
| 76               |                          |                  |
| 77               | Martijn Verschoor (NED)  | 78e              |
| 78               |                          |                  |

| Cofidis COF | Cofidis COF              | Cofidis COF |
| ----------- | ------------------------ | ----------- |
| Num         | Coureur                  | Pos         |
| 81          | Yoann Bagot (FRA)        | 26e         |
| 82          | Romain Hardy (FRA)       | 84e         |
| 83          | Christophe Laporte (FRA) | 60e         |
| 84          | Romain Lemarchand (FRA)  | 41e         |
| 85          | Guillaume Levarlet (FRA) | 57e         |
| 86          | Luis Ángel Maté (ESP)    | 17e         |
| 87          | Julien Simon (FRA)       | 2e          |
| 88          | Clément Venturini (FRA)  | 46e         |

| Vorarlberg VBG | Vorarlberg VBG           | Vorarlberg VBG |
| -------------- | ------------------------ | -------------- |
| Num            | Coureur                  | Pos            |
| 91             | Nicolas Baldo (FRA)      | 22e            |
| 92             | Adrien Chenaux (SUI)     | AB             |
| 93             | Andreas Hofer (AUT)      | 70e            |
| 94             | Patrick Jäger (AUT)      | 55e            |
| 95             | Grischa Janorschke (GER) | NP             |
| 96             | Fabian Schnaidt (GER)    | 40e            |
| 97             | Christoph Springer (GER) | 71e            |
| 98             | Nicolas Winter (SUI)     | 58e            |

| BigMat-Auber 93 BIG | BigMat-Auber 93 BIG       | BigMat-Auber 93 BIG |
| ------------------- | ------------------------- | ------------------- |
| Num                 | Coureur                   | Pos                 |
| 101                 | Frédéric Brun (FRA)       | 97e                 |
| 102                 | Flavien Dassonville (FRA) | 102e                |
| 103                 | Pierre Gouault (FRA)      | 67e                 |
| 104                 | Alo Jakin (EST)           | 37e                 |
| 105                 | Dimitri Le Boulch (FRA)   | 29e                 |
| 106                 | Théo Vimpère (FRA)        | 63e                 |
| 107                 | Stéphane Rossetto (FRA)   | 12e                 |
| 108                 | Steven Tronet (FRA)       | 99e                 |

| Etixx ETI | Etixx ETI               | Etixx ETI |
| --------- | ----------------------- | --------- |
| Num       | Coureur                 | Pos       |
| 111       | Radovan Doležel (CZE)   | 87e       |
| 112       | Alexis Guérin (FRA)     | 104e      |
| 113       | Jan Hirt (CZE)          | AB        |
| 114       | Daniel Hoelgaard (NOR)  | 43e       |
| 115       | Markus Hoelgaard (NOR)  | 51e       |
| 116       | Josip Rumac (CRO)       | 86e       |
| 117       | Łukasz Wiśniowski (POL) | 19e       |
| 118       |                         |           |

| Roubaix Lille Métropole RLM | Roubaix Lille Métropole RLM | Roubaix Lille Métropole RLM |
| --------------------------- | --------------------------- | --------------------------- |
| Num                         | Coureur                     | Pos                         |
| 121                         | Julien Duval (FRA)          | 8e                          |
| 122                         | Quentin Jauregui (FRA)      | 34e                         |
| 123                         | Rudy Kowalski (FRA)         | 101e                        |
| 124                         | Jean-Lou Paiani (FRA)       | 59e                         |
| 125                         | Baptiste Planckaert (BEL)   | 31e                         |
| 126                         | Jimmy Turgis (FRA)          | 21e                         |
| 127                         | Maxime Vantomme (BEL)       | 111e                        |
| 128                         | Franck Vermeulen (FRA)      | AB                          |

| Raleigh RAL | Raleigh RAL           | Raleigh RAL |
| ----------- | --------------------- | ----------- |
| Num         | Coureur               | Pos         |
| 131         | George Atkins (GBR)   | 53e         |
| 132         | Alexandre Blain (FRA) | AB          |
| 133         | Matthieu Boulo (FRA)  | 7e          |
| 134         | Morgan Kneisky (FRA)  | 36e         |
| 135         | Evan Oliphant (GBR)   | 45e         |
| 136         | Joseph Perrett (GBR)  | AB          |
| 137         | Liam Stones (GBR)     | 47e         |
| 138         | Ian Wilkinson (GBR)   | 106e        |

| La Pomme Marseille 13 LPM | La Pomme Marseille 13 LPM | La Pomme Marseille 13 LPM |
| ------------------------- | ------------------------- | ------------------------- |
| Num                       | Coureur                   | Pos                       |
| 141                       | Julien Antomarchi (FRA)   | 23e                       |
| 142                       | Rémy Di Grégorio (FRA)    | 66e                       |
| 143                       | Julien El Fares (FRA)     | 75e                       |
| 144                       | Benjamin Giraud (FRA)     | 49e                       |
| 145                       | Domingos Gonçalves (POR)  | 96e                       |
| 146                       | José Gonçalves (POR)      | 112e                      |
| 147                       | Antoine Lavieu (FRA)      | 81e                       |
| 148                       | Yoann Paillot (FRA)       | 74e                       |

|     |         |     |
| --- | ------- | --- |
| Num | Coureur | Pos |
| 151 |         |     |
| 152 |         |     |
| 153 |         |     |
| 154 |         |     |
| 155 |         |     |
| 156 |         |     |
| 157 |         |     |
| 158 |         |     |

| Differdange-Losch CCD | Differdange-Losch CCD      | Differdange-Losch CCD |
| --------------------- | -------------------------- | --------------------- |
| Num                   | Coureur                    | Pos                   |
| 161                   | César Bihel (FRA)          | 39e                   |
| 162                   | Johan Coenen (BEL)         | AB                    |
| 163                   | Jānis Dakteris (LAT)       | 38e                   |
| 164                   | Sebastiano Frassetto (ITA) | AB                    |
| 165                   | Gediminas Kaupas (LTU)     | AB                    |
| 166                   |                            |                       |
| 167                   | Luboš Pelánek (CZE)        | 65e                   |
| 168                   |                            |                       |

| Vega-Hotsand VHS | Vega-Hotsand VHS             | Vega-Hotsand VHS |
| ---------------- | ---------------------------- | ---------------- |
| Num              | Coureur                      | Pos              |
| 171              | Alessio Camilli (ITA)        | AB               |
| 172              | Cesare Ciommi (ITA)          | 94e              |
| 173              | Sante Di Nizio (ITA)         | AB               |
| 174              | Gianni Franco D'intino (ITA) | AB               |
| 175              | Nicola Gaffurini (ITA)       | 44e              |
| 176              | Moreno Giampaolo (ITA)       | 100e             |
| 177              | Alessio Lanzano (ITA)        | AB               |
| 178              | Alessandro Riccardi (ITA)    | 108e             |

| Wallonie-Bruxelles WBC | Wallonie-Bruxelles WBC   | Wallonie-Bruxelles WBC |
| ---------------------- | ------------------------ | ---------------------- |
| Num                    | Coureur                  | Pos                    |
| 181                    | Frédéric Amorison (BEL)  | AB                     |
| 182                    | Quentin Bertholet (BEL)  | 94e                    |
| 183                    | Sébastien Delfosse (BEL) | 9e                     |
| 184                    | Tom Dernies (BEL)        | AB                     |
| 185                    | Boris Dron (BEL)         | 44e                    |
| 186                    | Jonathan Dufrasne (BEL)  | 100e                   |
| 187                    |                          |                        |
| 188                    |                          |                        |